# 266
| [ Edytuj tabelę ] |                      |
| Cesarz Chin       | - 265 Sima Yan 290   |
| Władca Korei      | - 248 Chungch’ŏn 270 |
| Papież            | - 259 Dionizy 268    |
| Król Persji       | - 241 Szapur I 272   |
| Cesarz Rzymu      | - 253 Galien 268     |

Rok 266 / CCLXVI
stulecia: II wiek ~
III wiek ~
IV wiek

lata: 256 «
261 «
262 «
263 «
264 «
265 «
266
» 267
» 268
» 269
» 270
» 271
» 276